# Лу Цзюнь
Лу Цзюнь (кит. спр. 陆俊, піньїнь: Lù Qiěń; нар. 19 березня 1959) — китайський футбольний арбітр. Арбітр ФІФА з 1991 по 2004 рік.

## Кар'єра
Обслуговував матчі фінальної стадії чемпіонату світу 2002 року в Японії та Кореї. В рамках чемпіонату світу відсудив дві зустрічі групового етапу: Хорватія — Мексика (0:1), і Польща — США (3:1). У різний час також обслуговував матчі жіночого чемпіонату світу 1991 року, Кубків Азії 1996, 2000 і 2004 років, Кубка конфедерацій 2001 року і ряд інших турнірів.
У лютому 2012 року отримав п'ять з половиною років тюремного ув'язнення з конфіскацією майна, вирок був винесений китайським судом за отримання хабарів та організацію договірних матчів. У рамках справи проходили 60 гравців, тренерів і суддів.